# Reha Kurt
Reha Kurt (* 6. November 1989 in Trabzon) ist ein türkischer Fußballspieler.

## Karriere
Kurt begann mit dem Vereinsfußball 2007 in der Nachwuchsabteilung von Trabzon Telekomspor. Seine Profikarriere startete er dann 2009 beim Viertligisten Sürmenespor. Später spielte er für diverse Vereine der TFF 3. Lig, ehe er im Sommer 2013 zum Zweitligisten Orduspor wechselte.
Für die Saison 2014/15 wurde Kurt an den Drittligisten Tarsus İdman Yurdu ausgeliehen. In der nächsten Rückrunde kehrte er zu Orduspor zurück und wurde anschließend an Batman Petrolspor ausgeliehen.